# Eurytides iphitas
Eurytides iphitas is een vlinder uit de familie van de pages (Papilionidae). De wetenschappelijke naam van de soort is voor het eerst geldig gepubliceerd in 1820 door Jacob Hübner.